# Hillman Super Minx

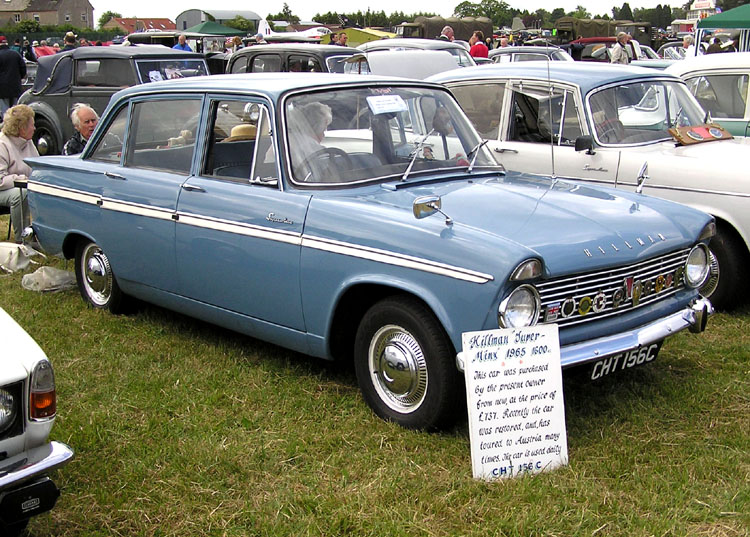
Una Hillman Super Minx del 1965

La Super Minx è una autovettura costruita dal gruppo Rootes con marchio Hillman dal 1961 al 1967.
Era la versione leggermente ingrandita della Hillman Minx, e fu prodotta nel periodo in cui il nome Minx fu applicato alla serie "Audax" nelle diverse generazioni d'automobili commercializzate con questa denominazione.
Fu venduta in versione quattro porte berlina, cinque porte familiare e due porte cabriolet. La produzione fu dal 1961 al 1966 per la berlina, dal 1962 al 1964 per la cabriolet, e dal 1962 al 1967 per la familiare. Del motore ne furono costruite due tipologie, entrambe a quattro cilindri in linea: da 1592 cm³ di cilindrata dal 1961 al 1965, e da 1725 cm³ dal 1965 al 1967. Il peso variava dai 1016 kg della berlina ai 1074 kg della familiare.

## La Serie I
Annunciata nell'ottobre del 1961, la Super Minx diede al gruppo Rootes, ed in particolare al marchio Hillman, la presenza sul mercato delle auto per famiglie di dimensioni maggiori. Le intenzioni iniziali della progettazione e del lancio della Super Minx erano quelle di sostituire, e non affiancare, la Minx, ma il veicolo era troppo grande per l'obbiettivo. La versione familiare si unì alla gamma offerta nel maggio del 1962, e la cabriolet con due porte si aggiunse nel giugno dello stesso anno. Gli esemplari venduti della versione cabriolet non furono molti, e l'ultimo fu prodotto nel giugno del 1964, prima quindi del lancio della Super Minx Serie III, datato settembre 1964.
La prima serie della Super Minx era mossa da un motore di 1592 cm³ di cilindrata, già utilizzato da vetture del gruppo Rootes, che comparve sulla Minx nel 1953, ma con una cilindrata di 1390 cm³. La versione originale del propulsore aveva la testata in ghisa, benché per le vetture prodotte in seguito fu fabbricata in alluminio.
Le sospensioni anteriori indipendenti erano costituite da molle elicoidali con barra antirollio, mentre quelle posteriori da balestre e da un assale rigido. Erano installati freni a tamburo da 229 mm non assistiti di tipo Lockheed. Lo sterzo era a circolazione di sfere, non assistito anch'esso. Gli interni erano in Vynide, cioè un tipo di tessuto sintetico, ed erano utilizzate panchine per i posti anteriori, con sedili separati offerti come optional. L'impianto di riscaldamento era di serie, ma la radio era optional. La vettura poteva essere ordinata con la vernice in un unico colore oppure in due tonalità. La trasmissione era composta da un cambio manuale con i tre rapporti sincronizzati e leva sul pavimento, mentre il cambio automatico era offerto come optional.
Il modello fu provato dalla rivista britannica The Motor nel 1962; raggiunse una velocità massima di 128,7 km/h ed accelerò da 0 a 97 km/h in 21,6 secondi. Fu registrato anche un consumo di carburante di 10,1 L/100 km. Il modello utilizzato nel test costava 854 sterline incluse le tasse, che era leggermente inferiore rispetto a quello speso per una prova analoga su una Austin A60 Cambridge.

## La Serie II
La seconda serie fu lanciata sul mercato solo un anno dopo la commercializzazione della prima, più precisamente nell'ottobre del 1962, senza però punti di ingrassatura (in molte auto d'epoca è infatti necessario tenere costantemente ingrassati alcuni punti). Con la nuova serie della Super Minx, ciò non era più necessario. Era disponibile con freni anteriori a disco più grandi e la riduzione finale sull'asse (cioè il rapporto tra giri del motore e giri della ruota in funzione della marcia inserita) fu rivista. Era possibile avere il cambio automatico di tipo Smiths Easidrive come optional, ma nello stesso anno del lancio di questa serie fu disponibile una trasmissione BorgWarner 35.

## Le Serie III e IV
Nel settembre del 1964, con il lancio della Serie III, alla Super Minx fu aggiornata la linea, e tra le modifiche apportate più distintive ci furono i vetri posteriori avvolgenti. Per la Serie III il motore installato sulle versioni precedenti fu conservato, con i suoi 1592 cm³ di cilindrata ed i 62 bhp di potenza.
Per la Serie IV, presentata al pubblico nell'ottobre del 1965 al salone dell'automobile di Londra, la cilindrata del motore fu incrementata a 1725 cm³. Questo nuovo propulsore sopravvisse alla Super Minx, e fu utilizzato per modelli successivi Rootes Arrow.

## La fine della produzione
La Super Minx berlina fu sostituita quando furono lanciate la Hillman Hunter e la Singer Vogue al salone dell'automobile di Londra nell'ottobre del 1966. In ogni modo, la Hunter fu inizialmente offerta solo nella versione berlina, e la Super Minx familiare rimase in produzione fino all'aprile del 1967.